# Centre national des indépendants et paysans
Het Centre national des indépendants et paysans (CNIP, "Nationaal Centrum van Onafhankelijken en Boeren"), oorspronkelijk Centre national des indépendants (CNI) geheten, is een Franse politieke partij die vooral tijdens de Vierde Franse Republiek (1946-1958) een prominente rol speelde. Het CNIP nam in die periode deel aan diverse coalitieregeringen:
- Kabinet-Ramadier I — 22 januari - 22 oktober 1947
- Kabinetten-Queuille I en II — 11 september - 28 oktober 1949; 2 juli - 12 juli 1950
- Kabinetten-Bidault II en III — 28 november 1949 - 2 juli 1950
- Kabinet-Pleven I — 12 juli 1950 - 10 maart 1951

De jeugdbeweging van het CNIP heet Jeunes indépendants et paysans of Jeunes CNIP.

## Ideologie
Het CNIP is een centrumrechtse, conservatief-liberale partij die in de traditie staat van de in 1901 door onder meer Raymond Poincaré opgerichte rechts-republikeinse Alliance Démocratique. De partij is voor Europese integratie (en tegen het door Franse eurosceptische politici voorgestelde "Europa van de Naties"), behoud van de traditionele normen en waarden en (met name in het verleden) tegen de uiterst linkse partijen. Binnen de partij is de centrumrechtse groepering het sterkst, maar er is ook sterke uiterst rechtse groep.

## Geschiedenis
De partij ontstond op 6 januari 1949 onder de naam Centre national des indépendants  (CNI) uit een fusie van drie kleinere partijen, de Républicains Indépendants (Onafhankelijke Republikeinen), de Alliance Démocratique (Democratische Alliantie) en de Alliance Républicaine et Sociale (Alliantie van Sociale Republikeinen). Het CNIP was fel gekant tegen het tripartisme (driepartijencoalities van SFIO, PCF en MRP). Nadat in 1947 een einde kwam aan het tripartisme (uitsluiting van de PCF in mei 1947) werd de partij min of meer een vaste coalitiepartner in, met name, centrum(-rechtse) regeringen.
Het Centre national des indépendants fuseerde in 1951 met de Parti Paysan (PP, Boerenpartij) van Paul Antier en de Parti Républicain de la Liberté (PRL, Republikeinse Partij van de Vrijheid) van Paul Antier en Michel Clemenceau en werd hernoemd naar Centre national des indépendants et paysans (CNIP). Door de fusie van deze drie partijen kwam er een einde aan de verdeeldheid van centrumrechts.

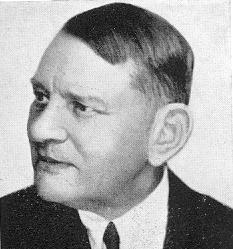
René Coty was president van Frankrijk van 1954 tot 1959

Het CNIP ontpopte zich onder leiding van Antoine Pinay tot een belangrijke partij.  Begin jaren 1950, dus kort na de oprichting, was de partij op haar hoogtepunt. 
Bij de parlementsverkiezingen van 1951 kreeg het 14,6% van de stemmen, goed voor 108 zetels. Het CNIP nam deel aan de Troisième Force-coalitie (de anti-communistische partijen). Pinay werd in 1952 zelfs premier (Président du Conseil). Joseph Laniel van het CNIP was van 1953 tot 1954 premier. René Coty, een andere partijprominent, werd op 22 december 1953 tot president gekozen.
Hierna raakte der partij in verval. De voornaamste reden was de nederlaag die het Franse leger bij Dien Bien Phu (Vietnam) van maart/mei 1954 die plaatsvond toen een CNIP-president (René Coty) en een CNI-premier (Joseph Laniel) aan de macht waren. Premier Laniel trad als gevolg van de nederlaag bij Dien Bien Phu af op 19 juni 1954. De partij verkreeg bij de parlementsverkiezingen van 2 januari 1956 maar 2,7% van de stemmen, goed voor maar 21 zetels. Het CNIP steunde, ondanks aanvankelijke aarzeling, de machtsaanvaarding van generaal Charles de Gaulle in juni 1958. Dat was het begin van een samenwerking met de gaullisten.
Bij de parlementsverkiezingen van november 1958 herstelde het CNIP zich en verkreeg 13,7% van de stemmen, goed voor 132 zetels in de Franse Nationale Vergadering. Een van de CNIP-kandidaten die in de Franse Nationale Vergadering werd gekozen was Jean-Marie Le Pen, de latere leider van het extreemrechtse Front National. Het CNIP was tot aan de parlementsverkiezingen van 1962 de tweede grootste partij van Frankrijk. De nog steeds populaire Antoine Pinay was tot 1960 minister van Financiën. In 1959 voerde Pinay een succesvolle monetaire hervorming door.

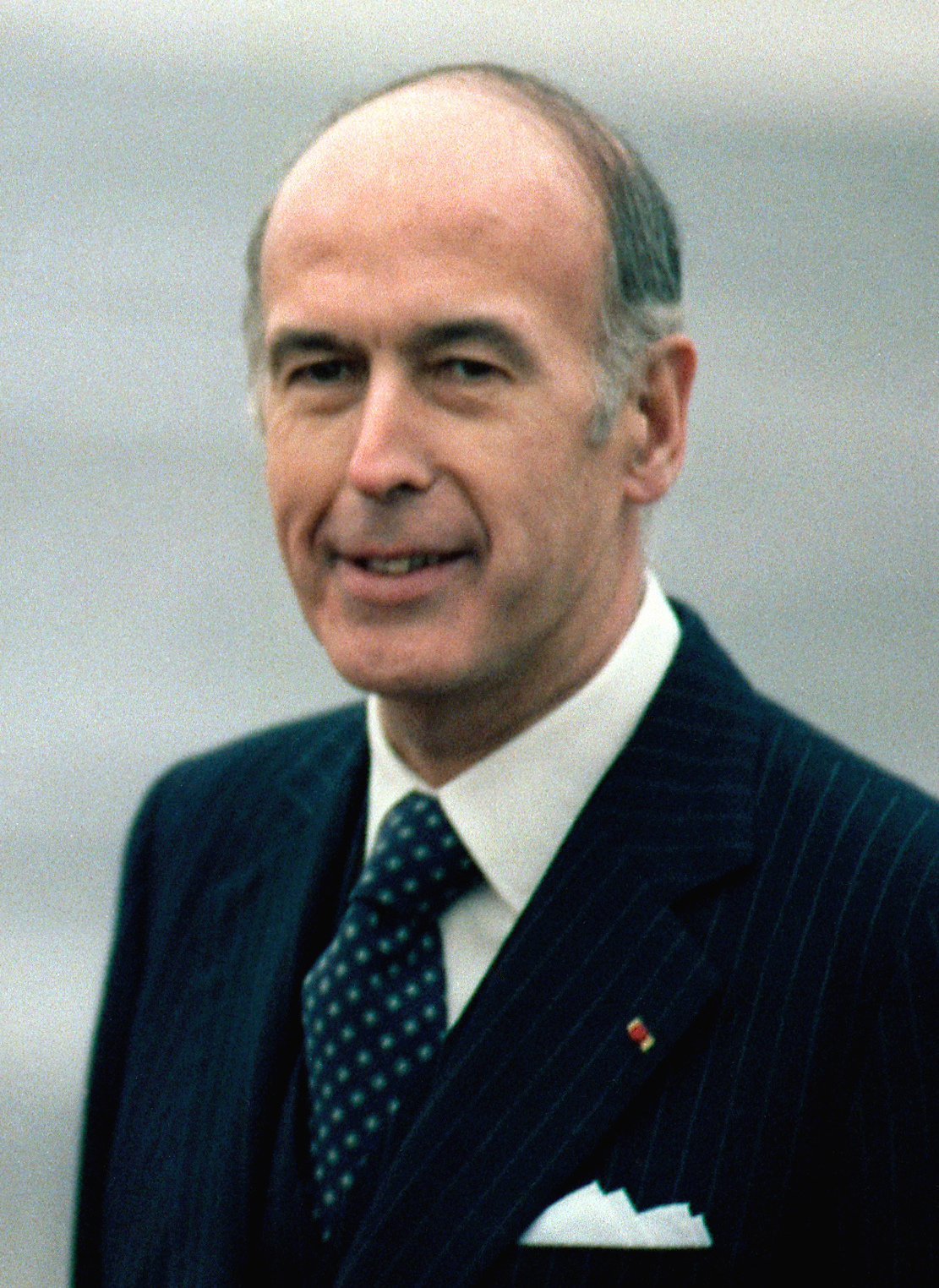
Valéry Giscard d'Estaing (president van Frankrijk van 1974 tot 1981) stapte uit de partij in 1962

In 1962 stapte het CNIP uit de regering uit onvrede over het eurosceptische beleid van president de Gaulle, maar ook over diens aspiraties om een presidentieel stelsel te vestigen. Een aantal vooraanstaande leden van het CNIP (o.a. de toenmalige minister van Economische Zaken Valéry Giscard d'Estaing) stapte uit de partij en richtten de Républicains Indépendants  op, die de nauwe samenwerking met de gaullistische Union pour la Nouvelle République (UNR) wilden voortzetten.
Voor de parlementsverkiezingen van november 1962 vormde het CNIP een alliantie met de christendemocratische Mouvement Républicain Populaire (MRP). Zowel het CNIP en de MRP waren voor Europese integratie. Beide partijen  leden echter een flinke nederlaag. Het CNIP kreeg 28 zetels, een verlies van 104 zetels, in de nieuwe Franse Nationale Vergadering en verloor voorgoed zijn status van grote partij. De pro-gaullistische partijen  en de Républicains Indépendants behaalden een ruime meerderheid. CNIP en MRP weigerden echter met de centrumlinkse partijen samen te werken en besloten de Gaulle te blijven steunen.
In 1965 vormden het CNIP en de MRP een alliantie onder de naam Centre Démocrate. Bij de parlementsverkiezingen van maart 1967 behaalde deze alliantie 40 zetels. Op 13 september 1967 gingen CNIP en MRP op in het Centre Démocrate. In 1968 werd het CNIP echter heropgericht. Het bleef echter een kleine partij die alleen zetels in de Nationale Vergadering haalde door samenwerking met de gaullisten of de centrumrechtse partijen.
Van 1979 tot 1987 was Philippe Malaud en van 1987 tot 1992 Yvon Briant voorzitter van het CNIP. Ondanks het feit dat het CNIP meestal allianties vormde met de centrumrechtse partijne RPR en UMP, was er aan het eind van de jaren 1980 sprake van toenadering tot het extreemrechtse Front National van Jean-Marie Le Pen. Van samenwerking met het deze partij werd uiteindelijk afgezien, ofschoon er soms individuele CNI-kandidaten stembusakkoorden met het het Front National sloten.
Na 2000 is de partij marginaal geworden, met alleen nog maar verkozenen op regionaal en lokaal niveau. Ze maakte korte tijd (2012-2013) deel uit van de centrumrechtse alliantie Union des Démocrates et Indépendants en haar standpunten laveren tussen centrumrechts en extreemrechts. Bij de presidentsverkiezingen van 2017 gaf het CNIP formeel geen stemadvies, maar steunde het in de praktijk Marine Le Pen tegen Emmanuel Macron. Bij de parlementsverkiezingen werden zowel kandidaten van het Front National als van de centrumrechtse Les Républicains gesteund.